# Koman Coulibaly
Koman Coulibaly (Bamako, 1970. július 4. –) mali nemzetközi labdarúgó-játékvezető.

## Pályafutása

### Nemzeti játékvezetés
A játékvezető vizsgát 1993-ban tette le, pályafutása során országa legfelső szintű labdarúgó-bajnokságának játékvezetői közé is bekerült.

### Nemzetközi játékvezetés
A Mali labdarúgó-szövetség Játékvezető Bizottsága (JB) 1999-ben terjesztette fel nemzetközi labdarúgó-játékvezetőnek, a Nemzetközi Labdarúgó-szövetség (FIFA) bírói közé. Több válogatott és nemzetközi klubmérkőzést vezetett.

#### Világbajnokság
2007-ben Dél-Koreában, 2009-ben Nigériában rendezték az U17-es labdarúgó-világbajnokságot, ahol a FIFA JB bíróként alkalmazta.

##### 2007-es U17-es labdarúgó-világbajnokság
| Időpont             | Helyszín                   | Mérkőzés típusa        | Mérkőzés                       | Eredmény | Nézők száma |
| ------------------- | -------------------------- | ---------------------- | ------------------------------ | -------- | ----------- |
| 2007. augusztus 20. | Városi Stadion, Csangwon   | selejtező (E. csoport) | Tádzsikisztán–Egyesült Államok | 4 : 3    | 4 570       |
| 2007. augusztus 23. | Baekszeok Stadion, Cseonam | selejtező (F. csoport) | Trinidad és Tobagó–Kolumbia    | 0 : 5    | 13 537      |

##### 2009-es U17-es labdarúgó-világbajnokság
| Időpont            | Helyszín                                | Mérkőzés típusa        | Mérkőzés                                          | Eredmény | Nézők száma |
| ------------------ | --------------------------------------- | ---------------------- | ------------------------------------------------- | -------- | ----------- |
| 2009. október 27.  | Központi Stadion, Abuja                 | selejtező (A. csoport) | Argentína–Németország                             | 2 : 1    | 14 400      |
| 2009. november 1.  | Gateway Stadion, Ijebu-Ode              | selejtező (E. csoport) | Amerikai Egyesült Államok–Egyesült Arab Emírségek | 1 : 0    | 13 780      |
| 2009. november 8.  | Abubarkar Tafawa Balewa Stadion, Bauchi | egyik negyeddöntő      | Kolumbia–Törökország                              | 1 : 1    | 11 532      |
| 2009. november 15. | Központi Stadion, Abuja                 | bronzmérkőzés          | Kolumbia–Spanyolország                            | 0 : 1    | 40 000      |

Három világbajnoki döntőhöz vezető úton Dél-Koreába és Japánba a XVII., a 2002-es labdarúgó-világbajnokságra, Németországba a XVIII., a 2006-os labdarúgó-világbajnokságra valamint Dél-Afrikába a XIX., a 2010-es labdarúgó-világbajnokságra a FIFA JB bíróként alkalmazta. Az előselejtezők során az Afrika (CAF) zónában volt hivatalnok.

##### 2002-es labdarúgó-világbajnokság
| Időpont           | Helyszín                              | Mérkőzés típusa           | Mérkőzés                                | Eredmény | Nézők száma |
| ----------------- | ------------------------------------- | ------------------------- | --------------------------------------- | -------- | ----------- |
| 2001. március 21. | Prince Moulay Abdellah Stadion, Rabat | előselejtező (C. csoport) | Marokkó–Namíbia                         | 3 : 0    | 15 000      |
| 2001. július 15.  | Martyrs Stadion, Kinshasa             | előselejtező (D. csoport) | Kongói Demokratikus Köztársaság–Tunézia | 0 : 3    | 20 000      |

##### 2006-os labdarúgó-világbajnokság
| Időpont             | Helyszín                               | Mérkőzés típusa           | Mérkőzés                              | Eredmény | Nézők száma |
| ------------------- | -------------------------------------- | ------------------------- | ------------------------------------- | -------- | ----------- |
| 2003. október 11.   | Général Seyni Kountché Stadion, Niamey | előselejtező (első kör)   | Niger–Algéria                         | 0 : 1    | 20 126      |
| 2003. november 16.  | Antoinette Tubman Stadion, Monrovia    | előselejtező (első kör)   | Libéria–Gambia                        | 3 : 0    | 10 000      |
| 2004. június 19.    | Várzea Stadion, Praia                  | előselejtező (2. csoport) | Cape Verde–Uganda                     | 1 : 0    | 5 000       |
| 2004. október 10.   | Baba Yara Stadion, Kumasi              | előselejtező (2. csoport) | Ghána–Kongói Demokratikus Köztársaság | 0 : 0    | 30 000      |
| 2005. március 26.   | Moulay Abdellah Stadion, Rabat         | előselejtező (5. csoport) | Marokkó–Guinea                        | 1 : 0    | 70 000      |
| 2005. június 19.    | Ahmadou Ahidjo Stadion, Yaoundé        | előselejtező (3. csoport) | Kamerun–Líbia                         | 1 : 0    | 36 000      |
| 2005. szeptember 4. | Cidadela Stadion, Luanda               | előselejtező (4. csoport) | Angola–Gabon                          | 3 : 0    | 35 000      |
| 2005. október 8.    | GSP Stadion, Nicosia                   | előselejtező (4. csoport) | Kamerun–Egyiptom                      | 1 : 1    | 38 750      |

##### 2010-es labdarúgó-világbajnokság
| Időpont             | Helyszín                         | Mérkőzés típusa           | Mérkőzés                        | Eredmény | Nézők száma |
| ------------------- | -------------------------------- | ------------------------- | ------------------------------- | -------- | ----------- |
| 2008. június 1.     | Városi Stadion, Abuja            | előselejtező (4. csoport) | Nigéria–Dél-Afrika              | 2 : 0    | 50 000      |
| 2008. június 14.    | Independence Stadion, Bakau      | előselejtező (6. csoport) | Gambia–Algéria                  | 1 : 0    | 18 000      |
| 2008. június 22.    | Várzea Stadion, Praia            | előselejtező (1. csoport) | Zöld-foki Köztársaság–Mauritius | 3 : 1    | 2 850       |
| 2008. szeptember 5. | Június 11. Stadion, Tripoli      | előselejtező (5. csoport) | Líbia–Ghána                     | 1 : 0    | 45 000      |
| 2008. október 11.   | Sam Nujoma Stadion, Windhoek     | előselejtező (2. csoport) | Namíbia–Zimbabwe                | 4 : 2    | 4 000       |
| 2009. március 29.   | Nemzetközi Stadion, Kairó        | előselejtező (C. csoport) | Egyiptom–Zambia                 | 1 : 1    | 70 000      |
| 2009. június 20.    | November 7. Stadion, Radès       | előselejtező (B. csoport) | Tunézia–Nigéria                 | 0 : 0    | 45 000      |
| 2009. szeptember 6. | Machava Stadion, Maputo          | előselejtező (B. csoport) | Mozambik–Kenya                  | 1 : 0    | 35 000      |
| 2010. június 18.    | Ellis Park Stadion, Johannesburg | selejtező (C. csoport)    | Szlovénia–Egyesült Államok      | 2 : 2    | 45 573      |

#### Afrika-kupa
Maliban a 23., a 2002-es afrikai nemzetek kupája, Tunéziában a 24., a 2004-es afrikai nemzetek kupája, Egyiptomban a 25., a 2006-os afrikai nemzetek kupája, Ghánában a 26., a 2008-as afrikai nemzetek kupája, Angolában a 27., a 2010-es afrikai nemzetek kupája, valamint Egyenlítői-Guinea és Gabon közösen rendezte a 28., a 2012-es afrikai nemzetek kupája nemzetközi labdarúgó torna végső találkozóit, ahol a CAF JB játékvezetői szolgálattal bízta meg. A kontinensbajnokságokon való részvétellel, honfitársa Traoré Coulibaly előtt a legeredményesebb játékvezető.

##### 2002-es afrikai nemzetek kupája
| Időpont          | Helyszín                     | Mérkőzés típusa        | Mérkőzés       | Eredmény | Nézők száma |
| ---------------- | ---------------------------- | ---------------------- | -------------- | -------- | ----------- |
| 2002. január 21. | Modibo Kéïta Stadion, Bamako | selejtező (D. csoport) | Zambia–Tunézia | 0 : 0    | 6 000       |

##### 2004-es afrikai nemzetek kupája
| Időpont          | Helyszín                      | Mérkőzés típusa           | Mérkőzés                      | Eredmény | Nézők száma |
| ---------------- | ----------------------------- | ------------------------- | ----------------------------- | -------- | ----------- |
| 2004. január 27. | Marcel Saupin Stadion, Nantes | előselejtező (7. csoport) | Dél-afrikai Köztársaság–Benin | 2 : 0    | 12 000      |

##### 2006-os afrikai nemzetek kupája
| Időpont          | Helyszín                        | Mérkőzés típusa        | Mérkőzés                                | Eredmény | Nézők száma |
| ---------------- | ------------------------------- | ---------------------- | --------------------------------------- | -------- | ----------- |
| 2006. január 27. | Marcel Saupin Stadion, Nantes   | selejtező (D. csoport) | Nigéria–Zimbabwe                        | 2 : 0    |             |
| 2006. január 29. | Nemzetközi Stadion, Kairó       | selejtező (B. csoport) | Kamerun–Kongói Demokratikus Köztársaság | 2: 0     |             |
| 2006. február 9. | Katonai-Akadémia Stadion, Kairó | bronztalálkozó         | Szenegál–Nigéria                        | 0 : 1    | 11 354      |

##### 2008-as afrikai nemzetek kupája
| Időpont          | Helyszín                  | Mérkőzés típusa        | Mérkőzés                       | Eredmény | Nézők száma |
| ---------------- | ------------------------- | ---------------------- | ------------------------------ | -------- | ----------- |
| 2008. január 23. | Városi Stadion, Tamale    | selejtező (D. csoport) | Dél-afrikai Köztársaság–Angola | 1 : 1    | 15 000      |
| 2008. január 30. | Baba Yara Stadion, Kumasi | selejtező (C. csoport) | Egyiptom–Zambia                | 1 : 1    | 2 000       |
| 2008. február 4. | Városi Stadion, Tamale    | egyik negyeddöntő      | Tunézia–Kamerun                | 2 : 3    | 20 000      |

##### 2010-es afrikai nemzetek kupája
| Időpont          | Helyszín                             | Mérkőzés típusa        | Mérkőzés         | Eredmény | Nézők száma |
| ---------------- | ------------------------------------ | ---------------------- | ---------------- | -------- | ----------- |
| 2010. január 13. | Alto da Chela Stadion, Lubango       | selejtező (D. csoport) | Zambia–Tunézia   | 1 : 1    | 17 000      |
| 2010. január 20. | Alto da Chela Stadion, Lubango       | selejtező (C. csoport) | Nigéria–Mozambik | 3 : 0    | 10 000      |
| 2010. január 31. | Cidade Universitária Stadion, Luanda | döntő                  | Ghána–Egyiptom   | 0 : 1    | 50 000      |

##### 2012-es afrikai nemzetek kupája
| Időpont             | Helyszín                         | Mérkőzés típusa           | Mérkőzés                          | Eredmény | Nézők száma |
| ------------------- | -------------------------------- | ------------------------- | --------------------------------- | -------- | ----------- |
| 2010. szeptember 4. | Moulay Abdellah Stadion, Rabat   | előselejtező (D. csoport) | Marokkó–Közép-afrikai Köztársaság | 0 : 0    |             |
| 2010. október 9.    | November 11. Stadion, Luanda     | előselejtező (J. csoport) | Angola–Bissau-Guinea              | 1 : 0    |             |
| 2010. november 17.  | Kégué Stadion, Lomé              | előselejtező (K. csoport) | Togo–Csád                         | 0 : 0    |             |
| 2011. március 26.   | Ellis Park Stadion, Johannesburg | előselejtező (G. csoport) | Dél-Afrika–Egyiptom               | 1 : 0    | 55 000      |
| 2011. június 4.     | Nemzeti Stadion, Freetown        | előselejtező (G. csoport) | Sierra Leone–Niger                | 1 : 0    |             |
| 2012. január 25.    | Városi Stadion, Bata             | selejtező (A. csoport)    | Líbia–Zambia                      | 2 : 2    | 1 500       |

##### Afrikai Szuper Kupa
| Időpont           | Helyszín                   | Mérkőzés típusa | Mérkőzés                                         | Eredmény |
| ----------------- | -------------------------- | --------------- | ------------------------------------------------ | -------- |
| 2006. február 24. | Nemzetközi Stadion, Kairó  | döntő           | Al-Ahly (Kairó) (egyiptomi)–FAR Rabat (marokkói) | 0 : 0    |
| 2011. január 29.  | Kenyai Stadion, Lubumbashi | döntő           | TP Mazembe (kongói) –FUS Rabat                   | 0 : 0    |